# فارس إبراهيم الخليفي
فارس إبراهيم الخليفي (5 جمادى الثاني 1413هـ -) الطفل الذي حصل على لقب أصغر مخترع سعودي وهو في التاسعة من عمره من اتحاد جمعية المخترعين في جنيف IFIA وتسلم برقية من الملك عبد الله بن عبد العزيز -رحمه الله- تتضمن شكر وتشجيع في عام 1426هـ
وفي عام 2009 حصل علئ ميدالية برونزية في معرض ITEX بكوالالمبور، و ميدالية فضية في معرض جنيف الدولي عام 2010 مقابل نفس الاختراع و هو جهاز يوضع على الأقدام و يعالج معظم الأمراض المزمنة و الغير مزمنة. 
حصل فارس الخليفي علئ عدد من خطابات الشكر و التقدير علئ إنجازاته الدولية و المحلية. 
خلاف ذلك، كان اهتمام فارس الخليفي ليس فقط مسلط علئ الاختراعات، بل ساهم في مسابقات للروبوتات في أكثر من مناسبة.
لاأحد يعرف مستقبل فارس، أو ماذا سيفعل بعد اختفائه من بعد معرض ابتكار جدة عام 2010
.